# Grupo de estudio

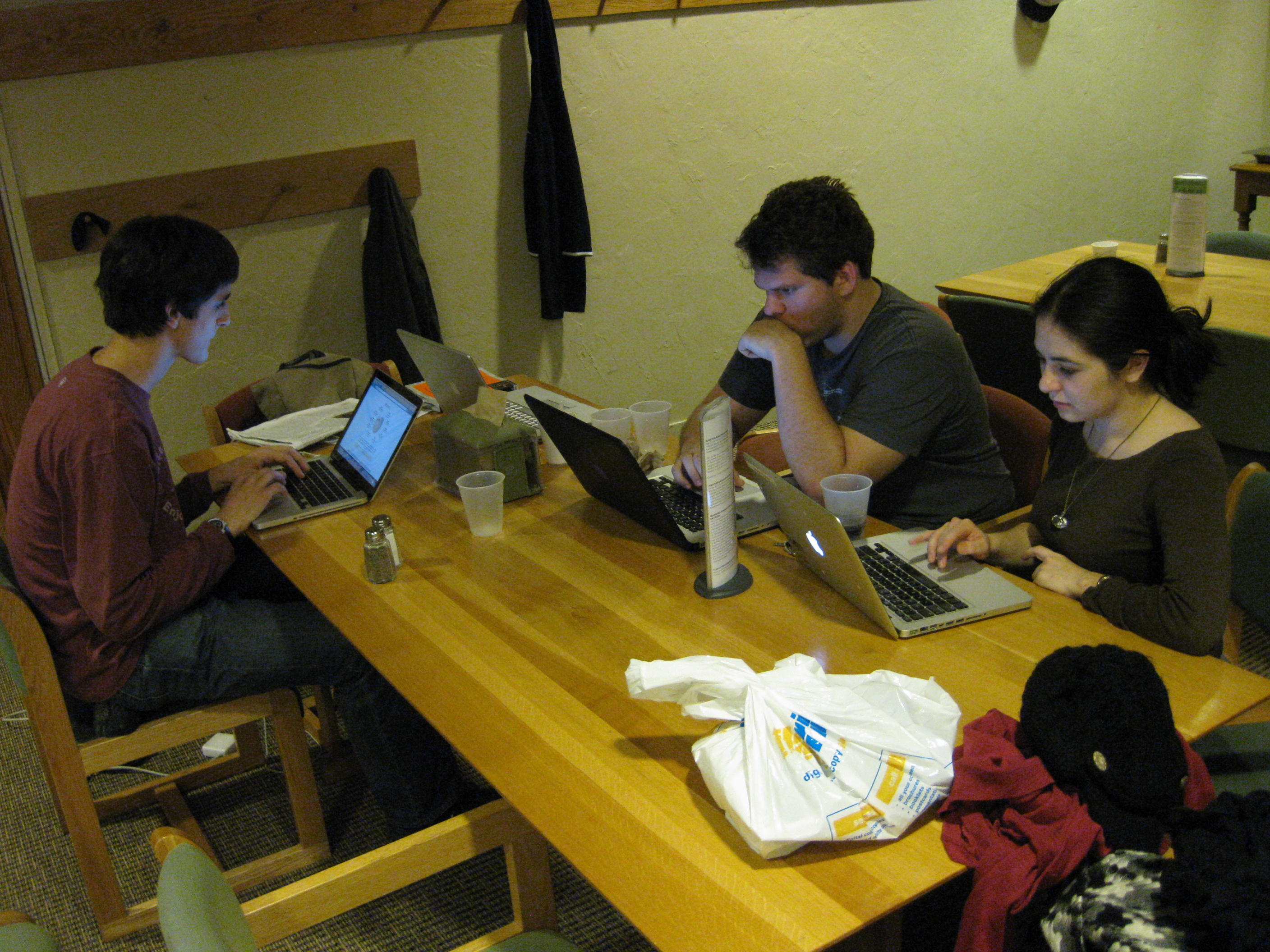
Un grupo de estudiantes estudian en la sala de la universidad de Harvard

Un grupo de estudio es un grupo pequeño de personas que regularmente, comparten y discuten campos de estudio. Estos grupos pueden formarse en todos los niveles de enseñanza, desde la educación primaria hasta la universidad, así como en el entorno empresarial.
Cada grupo es único y trabaja en las habilidades y capacidades de sus miembros para determinar los materiales y elementos que se abordarán. A menudo, un dirigente, quién no es activamente estudiante, establece las actividades de grupo. Algunas universidades tienen instaladas programas de estudio para estudiantes que acceden a esa forma de trabajar. Los programas on-line de grupos de estudio permiten a los usuarios conectar entre ellos para consultar sus dudas o proponer estrategias de estudio.